# Oriundos de la noche
Oriundos de la noche,  también conocida como Del fondo de la noche, es una película documental española y dominicana de Javier Balaguer. Está basada en los hechos históricos acaecidos en la República Dominicana entre los años 1930 y 1961.

## Argumento
Oriundos de la noche, llamada también como Del fondo de la noche, es la historia de tres personajes decisivos en el momento final de la lucha por la instauración de las libertades de la República Dominicana en el periodo de mandato del dictador Rafael Leónidas Trujillo.
Minerva Mirabal, heroína y mártir que luchó contra la dictadura de Rafael Leónidas Trujillo.
En el primer encuentro Feminista Latinoamericano y del Caribe 1981, se instituyó en Bogotá que cada 25 de noviembre se celebrase "El día internacional a la no violencia contra la mujer" en su homenaje.
Pedro Mir, el poeta nacional dominicano que a través de sus poemas cuenta la historia de su país durante la represión trujillista
Juan Bosch, político, escritor y revolucionario que luchó contra Rafael Leónidas Trujillo

## Reparto
- Mónica Sepúlveda ... Minerva Mirabal
- Víctor Checo ... Rafael Leónidas Trujillo
- Wilkin Abreu ... Juan Bosch
- Rafael Alduey ... Antonio de la Maza
- Pepito Miró ... Antonio Imbert
- Frank Perozo ... Amado García Guerrero
- Omar Ramírez ... Pedro Livio Cedeño
- Carlos Fernández ... Huascar Tejada
- Fernando Rodríguez ... Salvador Estrella
- Chistian Guthermann ... Roberto Pastoriza
- Angel P. Puello...Documentalista

## Comentarios
- Está dirigida por Javier Balaguer. Otras películas suyas son Sólo mía y Escuela de seducción.
- Oriundos de la noche fue el documental ganador del premio especial al mejor largometraje documental en el Philadelphia Documentary & Fiction Festival del Annual Program Without Frontiers.[2]